# 7,5 cm IG 37
Il 7,5 cm Infanteriegeschütz 37, abbreviato in 7,5 cm IG 37, era un cannone d'accompagnamento per la fanteria tedesco, utilizzato dalla Wehrmacht durante la seconda guerra mondiale.
Il cannone, originariamente designato 7,5 cm PaK 37, fu prodotto dalla Krupp a partire dal tardo 1944. I primi 84 pezzi furono consegnati a partire da giugno 1944; alla fine della guerra erano operativi 1 304 cannoni.

## Tecnica
Il cannone era realizzato utilizzando l'affusto scudato del 3,7 PaK 35/36 o del pressoché identico 37 mm M1930 sovietico di preda bellica (3,7 cm PaK 158(r) per i tedeschi), sul quale veniva incavalcata una bocca da fuoco originariamente sviluppata per il cannone d'accompagnamento IG 42.
La bocca da fuoco era caratterizzata da un grosso freno di bocca a quattro luci e da un otturatore a cuneo verticale, soluzione inusuale per la Krupp. L'otturatore era a manovra semiautomatica; quando il cannone sparava il blocco di chiusura si apriva ed espelleva il bossolo spento automaticamente e rimaneva in apertura per consentire una rapida ricarica; l'inserimento del cartoccio mandava automaticamente l'otturatore in chiusura ed il cannone era così pronto al fuoco.